# Alejandro Marque
Alejandro Marque (A Estrada, Pontevedra, 23 de outubro de 1981) é um ciclista espanhol profissional que corre na equipa Tavira
Estreia como profissional em 2004 correndo a maior parte da sua carreira desportiva profissional em equipas portuguesas de categoria Continental. A sua primeira vitória profissional foi obtida em 2009 vencendo o G.P.Costa Azul, em 2012 consegue uma das suas vitórias na 1ª etapa da Vuelta a Asturias depois de ter concretizado uma fuga em grande parte da etapa.Nessa temporada foi terceiro no Campeonato de Espanha de Ciclismo Contrarrelógio tendo também ganho a crono da Volta a Portugal e a 4ª etapa do G.P.Abimota. Seu maior louro é a vitória na Volta a Portugal de 2013, onde vestiu a camisola amarela quando faltava uma etapa para terminar a Volta, ganhando novamente no contrarrelógio final e impondo-se sobre o seu companheiro de equipa Gustavo César Veloso pela margem de 4 segundos.
A sua boa actuação em Portugal, fez que para a temporada 2014 se confirmasse seu contrato pela Movistar Team. No entanto a 13 de dezembro de 2013 surgiu a notícia que Marque tinha tido um controlo antidoping positivo para a substância betametasona,  durante a Volta a Portugal prova que tinha vencido. Devido a isto, a equipa Movistar Team pelo qual assinado, não fez uso efectivo do contrato assinado pois existia uma cláusula na qual o ciclista têm que assegurar que chegava à equipa sem nenhum tipo de problemas no que se refere ao doping e em caso de existir, o contrato deixaria imediatamente de ter valor . No mesmo dia o ciclista deu as suas explicações primeiro num comunicado e depois numa conferência de imprensa, onde manifestou que devido a uma lesão no joelho tinha sido submetido a uma infiltração para poder competir na corrida e que tanto os médicos como a UCI estavam a par da situação.

## Palmares
2009
- 1 etapa Gran Premio Crédito Agrícola de la Costa Azul

2012
- 1 etapa Vuelta a Asturias
- 3º Campeonato de Espanha de Ciclismo Contrarrelógio
- 1 etapa Volta a Portugal

2013
- Volta a Portugal, mais 1 etapa

## Equipas
- Carvalhelhos-Boavista (2004-2005)
- Imoholding-Loulé Jardim Hotel (2006)
- Madeinox-Bric-Loulé (2007)
- Duja-Tavira (2008-2010)
  - Palmeiras Resort-Tavira (2008)
  - Palmeiras Resort-Prio (2009-2010)
- Onda (2011)
- Carmim-Prio (2012)
- OFM-Quinta da Lixa-Golden Times (2013)
- Super Froiz (2014-)
- 2022 Atum General-Tavira-Maria Nova Hotel
- 2021 Atum General-Tavira-Maria Nova Hotel
- 2020 Atum General-Tavira-Maria Nova Hotel
- 2019 Sporting-Tavira
- 2018 Sporting-Tavira
- 2017 Sporting-Tavira
- 2016 LA Aluminios - Antarte
- 2015 Efapel